# Fantasia per violino e pianoforte (Schubert)
La Fantasia per violino e pianoforte in Do maggiore D 934 (opera postuma 159) è un brano di musica da camera composto da Franz Schubert nel dicembre 1827. È intitolata Fantaisie für Pianoforte u. Violin sulla partitura autografa.
È la sesta e ultima opera del compositore austriaco per l'organico composto da violino e pianoforte soli, dopo le tre Sonate D 384, 385 e 408 solitamente riunite sotto il titolo collettivo Sonatinas (op. post. 137), il Duo D 574, e il Rondò D 895; mentre le prime quattro opere presentano una relativa facilità di esecuzione, il Rondò e la Fantasia vennero scritti per il violinista boemo e celebre virtuoso del tempo Josef Slavík (dedicatario della prima opera e probabile committente della seconda), e sono celebri per la loro difficoltà di esecuzione; nel caso della Fantasia, la difficoltà esecutiva raggiunge livelli estremi sia nella parte per violino sia in quella per pianoforte: al proposito, il pianista russo Nikolaj L'vovič Luganskij ha dichiarato che si tratta della «musica più difficile mai scritta per pianoforte, […] più difficile di tutti i concerti di Rachmaninov messi insieme». La difficoltà del brano ne ha limitato fortemente l'esecuzione in pubblico e dunque la popolarità e, per un certo periodo, anche la considerazione critica.

## Fortuna critica
La prima esecuzione del brano si svolse il 20 gennaio 1828 nella sala Landhaussaal a Vienna, con Josef Slavík al violino e Carl Maria von Bocklet al pianoforte. Le cronache del tempo riportano che l'esecuzione di Bocklet fu buona, ma quella di Slavík deludente, e in generale il concerto fu un tale insuccesso che la sala si svuotò progressivamente durante l'esecuzione stessa del brano; nemmeno i critici musicali rimasero fino alla fine, non tollerando la lunghezza del brano, il suo intinterrotto sfoggio di virtuosismo e la sua struttura del tutto inusuale; proprio queste caratteristiche renderanno anche in seguito la Fantasia molto poco eseguita e dunque poco nota, il che contribuirà ulteriormente a minare la fama del brano per oltre un secolo.
Dopo quasi 150 anni il brano era ancora vessato da giudizi poco lusinghieri come quelli di Boris Schwarz, che nel 1971 definì alcuni passaggi per violino «praticamente insuonabili», o di Alfred Brendel che nel suo saggio del 1976 Paradosso dell'interprete squalifica il brano (senza nemmeno nominarlo) al paragone con le altre opere tarde di Schubert.
Dalla fine del XX secolo la Fantasia ha iniziato a essere riconsiderata sotto una luce diversa, ed è oggi ampiamente considerata un capolavoro dell'ultimo Schubert in virtù dei suoi altissimi valori espressivi e tecnici. In particolare, il primo movimento è spesso celebrato per il suo carattere «spettrale e tremolante [che introduce poi verso] un territorio lirico e virtusistico».

## Struttura
Nonostante venga eseguito e spesso anche registrato in un unico lungo brano ininterrotto, essendo così indicato sulla partitura, la Fantasia è formalmente divisa in quattro movimenti:
1. Andante molto
2. Allegretto
3. Andantino (tema e tre variazioni)
4. Allegro (marcia)

Il terzo movimento contiene una rielaborazione del Lieder Sei mir gegrüßt! D 741 del 1822 in forma di tema e variazioni.